# Há Tarde (RTP)
Há Tarde foi o programa das tardes da RTP1, entre 22 de Setembro de 2014 e 2 de Julho de 2015. O programa acabou em Julho de 2015, para dar lugar ao Verão Total e regressaria em Setembro do mesmo ano, mas acabou por não acontecer, dando lugar ao Agora Nós que ocupava as manhãs do canal e terminou para dar lugar à nova Praça da Alegria. Com o fim do Há Tarde, a RTP decidiu transitar o Agora Nós para as tardes da estação, terminando assim o Há Tarde que esteve apenas "no ar" pouco mais de 9 meses.

## Apresentadores
- Herman José
- Vanessa Oliveira [2]

## Repórteres
- Tiago Góes Ferreira
- Joana Teles [3]

## Rubricas

### Conversa Folhada
Todas as quintas feiras, Paula Bobone e Jorge Correia de Campos falam da atualidade social.

## Temporadas
- Primeira - 194 programas (Desde 22 de Setembro de 2014 até 2 de Julho de 2015)